# Horntown
Horntown é uma cidade  localizada no estado norte-americano de Oklahoma, no Condado de Hughes.

## Demografia
Segundo o censo norte-americano de 2000, a sua população era de 61 habitantes.
Em 2006, foi estimada uma população de 60, um decréscimo de 1 (-1.6%).

## Geografia
De acordo com o United States Census Bureau tem uma área de
10,4 km², dos quais 10,4 km² cobertos por terra e 0,0 km² cobertos por água.

## Localidades na vizinhança
O diagrama seguinte representa as localidades num raio de 16 km ao redor de Horntown.